# Borellia
Borellia is een geslacht van rechtvleugeligen uit de familie veldsprinkhanen (Acrididae). De wetenschappelijke naam van dit geslacht is voor het eerst geldig gepubliceerd in 1906 door Rehn. Niet te verwarren met 'Borrelia' wat de verwekker is van de lymeziekte . 

## Soorten
Het geslacht Borellia omvat de volgende soorten:
- Borellia alejomesai Carbonell, 1995
- Borellia bruneri Rehn, 1906
- Borellia carinata Rehn, 1906
- Borellia pallida Bruner, 1900
- Borellia saezi Carbonell, 1995